# 연인과 독재자
《연인과 독재자》(영어: The Lovers and the Despot)는 영국에서 제작된 2016년 다큐멘터리 영화로, 로버트 케이넌과 로스 애덤이 연출, 각본, 제작을 맡았다. 신상옥·최은희 납치 사건을 다룬다. 

## 출연진
- 최은희
- 신상옥

## 기타 정보
- 온라인마케팅: 서민지

## 같이 보기
- 신상옥·최은희 납치 사건
- 불가사리 (1985년 영화)